# 伍可受
伍可受（1541年—1605年），字以大，号冲吾，福建清流人，明朝政治人物，同進士出身。

## 生平
萬曆元年（1573年）癸酉科順天府鄉試第三十二名，萬曆五年（1577年）登進士第三甲第五十五名。授廣西容县知县，平定岑溪少数民族首领吕子和叛亂，被稱為“猶勝十萬兵”。万历十一年（1583年）擢拔為南京礼科给事中，弹劾许国，被谪万载縣县丞。万历十三年（1585年）起用為开封府推官，再迁南京户部陕西司主事。万历二十二年（1594年）擢拔為云南佥事，經王錫爵、李廷機等人推薦為山东参议，萬曆三十三年卒於任上。

## 家庭及關聯
曾祖父伍惠、祖父伍𣇐（上曰下赤）、父親伍廷宰，曾任訓導。母馬氏；繼母龔氏。具慶下。

## 著作
著有《博艺堂稿》、《焚馀草》、《谪居草》、《代奕吟》等。